# مقاطعة مانيستي (ميشيغان)
مقاطعة مانيستي هي مقاطعة في ميشيغان، بلغ عدد سكانها 24٬733  نسمة، في 2010، عاصمتها مانيستي، تبلغ مساحتها 3٬317 كيلومتر مربع.

## الموقع
تشترك في الحدود مع:
- مقاطعة بينزي (ميشيغان)
- مقاطعة ماسون (ميشيغان).

## التقسيمات الإدارية
- مانيستي.